# Sessantanove stazioni del Kiso Kaidō

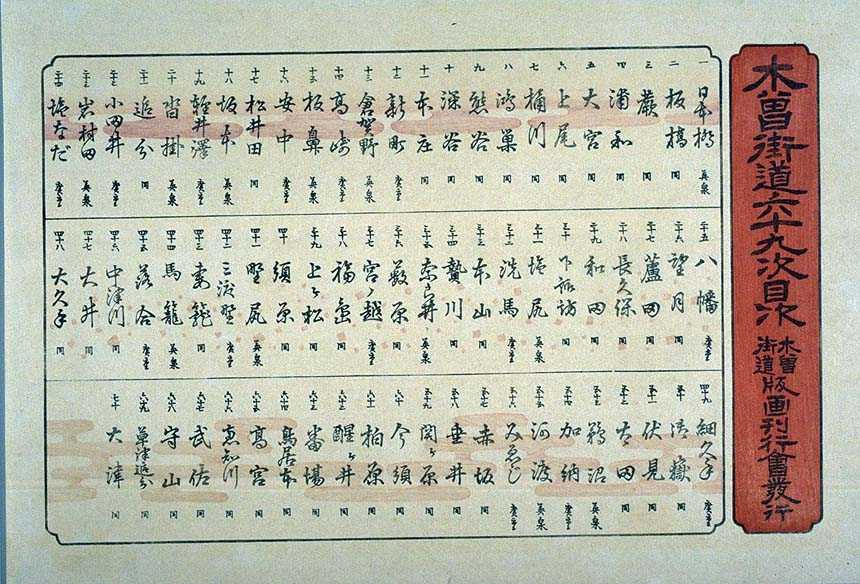
Le Sessantanove stazioni Kiso Kaidō: la copertina della serie ukiyo-e.

Le Sessantanove stazioni del Kiso Kaidō (木曾街道六十九次?, Kiso Kaidō Rokujūkyū-tsugi) sono una serie di stampe giapponesi appartenenti allo stile ukiyo-e e realizzate da Utagawa Hiroshige e Keisai Eisen tra il 1835 e il 1842. La serie rappresenta le tappe della grande strada del Kiso Kaidō, che parte dalla residenza dello Shōgun Edo (l'attuale Tōkyō), e conduce a Kyōto, sede dell'imperatore. La serie consiste complessivamente in settantuno stampe orizzontali (yoko-e), nel formato ōban: oltre alle sessantanove stazioni propriamente dette, bisogna infatti aggiungere il punto di partenza, Nihonbashi, a Edo, e la seconda stampa dedicata alla stazione Nakatsugawa-juku). Vi è inoltre una pagina che funge da copertina e raccoglie i titoli delle stampe.
Il nome utilizzato originariamente per la strada del Kiso Kaidō era Nakasendō, ragion per cui a volte si parla di "sessantanove stazioni del Nakasendō". Questa serie di xilografie si può considerare un seguito alle Cinquantatré stazioni del Tōkaidō, un'opera dello stesso Hiroshige che rappresentava la strada del Tōkaidō, la più celebre del Giappone. Eisen realizzò ventitré stazioni, oltre al punto di partenza, il Nihonbashi, Hiroshige si occupò del resto della seria, ossia quarantasette stampe. La prima parte della serie fu pubblicata dall'editore Takenouchi-Hōeidō, mentre la seconda dall'editore Kinjūdō. Le successive riedizioni furono sempre pubblicate dallo stesso Kinjūdō.

## Le stampe
| Numero | Stampa | Nome giapponese | Nome traslitterato                  | Autore    | Localizzazione attuale della tappa (città/villaggio/quartiere) |
| ------ | ------ | --------------- | ----------------------------------- | --------- | -------------------------------------------------------------- |
| 1      |        | 日本橋          | Nihonbashi, «il ponte del Giappone» | Eisen     | Nihonbashi a Chūō-ku (Tōkyō)                                   |
| 2      |        | 板橋宿          | Itabashi                            | Eisen     | Itabashi (Tōkyō)                                               |
| 3      |        | 蕨宿            | Warabi                              | Eisen     | Warabi, prefettura di Saitama                                  |
| 4      |        | 浦和宿          | Urawa                               | Eisen     | Urawa a Saitama, prefettura di Saitama                         |
| 5      |        | 大宮宿          | Omiya                               | Eisen     | Omiya a Saitama, prefettura di Saitama                         |
| 6      |        | 上尾宿          | Ageo                                | Eisen     | Ageo, prefettura di Saitama                                    |
| 7      |        | 桶川宿          | Okegawa                             | Eisen     | Okegawa, prefettura di Saitama                                 |
| 8      |        | 鴻巣宿          | Konosu                              | Eisen     | Kōnosu, prefettura di Saitama                                  |
| 9      |        | 熊谷宿          | Kumagaya                            | Eisen     | Kumagaya, prefettura di Saitama                                |
| 10     |        | 深谷宿          | Fukaya                              | Eisen     | Fukaya, prefettura di Saitama                                  |
| 11     |        | 本庄宿          | Honjo                               | Eisen     | Honjo, prefettura di Saitama                                   |
| 12     |        | 新町宿          | Shinmachi                           | Hiroshige | Takasaki, prefettura di Gunma                                  |
| 13     |        | 倉賀野宿        | Kuragano                            | Eisen     | Takasaki, prefettura di Gunma                                  |
| 14     |        | 高崎宿          | Takasaki                            | Hiroshige | Takasaki, prefettura di Gunma                                  |
| 15     |        | 板鼻宿          | Itabana                             | Eisen     | Annaka, prefettura di Gunma                                    |
| 16     |        | 安中宿          | Annaka                              | Hiroshige | Annaka, prefettura di Gunma                                    |
| 17     |        | 松井田宿        | Matsuida                            | Hiroshige | Annaka, prefettura di Gunma                                    |
| 18     |        | 坂本宿          | Sakamoto                            | Eisen     | Annaka, prefettura di Gunma                                    |
| 19     |        | 軽井沢宿        | Karuizawa                           | Hiroshige | Karuizawa, distretto di Kitasaku, prefettura di Nagano         |
| 20     |        | 沓掛宿          | Kutsukake                           | Eisen     | Karuizawa, distretto di Kitasaku, prefettura di Nagano         |
| 21     |        | 追分宿          | Oiwake                              | Eisen     | Karuizawa, distretto di Kitasaku, prefettura di Nagano         |
| 22     |        | 小田井宿        | Odai                                | Hiroshige | Miyota, distretto di Kitasaku, prefettura di Nagano            |
| 23     |        | 岩村田宿        | Iwamurata                           | Eisen     | Saku, prefettura di Nagano                                     |
| 24     |        | 塩名田宿        | Shionata                            | Hiroshige | Saku, prefettura di Nagano                                     |
| 25     |        | 八幡宿          | Yawata                              | Hiroshige | Saku, prefettura di Nagano                                     |
| 26     |        | 望月宿          | Mochizuki                           | Hiroshige | Saku, prefettura di Nagano                                     |
| 27     |        | 芦田宿          | Ashida                              | Hiroshige | Tateshina, distretto di Kitasaku, prefettura di Nagano         |
| 28     |        | 長久保宿        | Nagakubo                            | Hiroshige | Nagawa, distretto di Chiisagata, prefettura di Nagano          |
| 29     |        | 和田宿          | Wada                                | Hiroshige | Nagawa, distretto di Chiisagata, prefettura di Nagano          |
| 30     |        | 下諏訪宿        | Shimosuwa                           | Hiroshige | Shimosuwa, distretto di Suwa, prefettura di Nagano             |
| 31     |        | 塩尻宿          | Shiojiri                            | Eisen     | Shiojiri, prefettura di Nagano                                 |
| 32     |        | 洗馬宿          | Seba                                | Hiroshige | Shiojiri, prefettura di Nagano                                 |
| 33     |        | 本山宿          | Motoyama                            | Hiroshige | Shiojiri, prefettura di Nagano                                 |
| 34     |        | 贄川宿          | Niikawa                             | Hiroshige | Shiojiri, prefettura di Nagano                                 |
| 35     |        | 奈良井宿        | Narai                               | Eisen     | Shiojiri, prefettura di Nagano                                 |
| 36     |        | 藪原宿          | Yabuhara                            | Eisen     | Kiso (villaggio), distretto di Kiso, prefettura di Nagano      |
| 37     |        | 宮ノ越宿        | Miyanokoshi                         | Hiroshige | Kiso (cittadina), distretto di Kiso, prefettura di Nagano      |
| 38     |        | 福島宿          | Fukushima                           | Hiroshige | Kiso (cittadina), distretto di Kiso, prefettura di Nagano      |
| 39     |        | 上松宿          | Agematsu                            | Hiroshige | Agematsu, prefettura di Nagano                                 |
| 40     |        | 須原宿          | Suhara                              | Hiroshige | Ōkuwa, distretto di Kiso, prefettura di Nagano                 |
| 41     |        | 野尻宿          | Nojiri                              | Eisen     | Ōkuwa, distretto di Kiso, prefettura di Nagano                 |
| 42     |        | 三留野宿        | Mitono                              | Hiroshige | Nagiso, distretto di Kiso, prefettura di Nagano                |
| 43     |        | 妻籠宿          | Tsumagome                           | Hiroshige | Nagiso, distretto di Kiso, prefettura di Nagano                |
| 44     |        | 馬籠宿          | Magome                              | Eisen     | Nakatsugawa, prefettura di Gifu                                |
| 45     |        | 落合宿          | Ochiai                              | Hiroshige | Nakatsugawa, prefettura di Gifu                                |
| 46     |        | 中津川宿        | Nakatsugawa, prima stampa           | Hiroshige | Nakatsugawa, prefettura di Gifu                                |
| 47     |        | 中津川宿        | Nakatsugawa, seconda stampa         | Hiroshige | Nakatsugawa, prefettura di Gifu                                |
| 48     |        | 大井宿          | Oi                                  | Hiroshige | Ena, prefettura di Gifu                                        |
| 49     |        | 大湫宿          | Okute                               | Hiroshige | Mizunami, prefettura di Gifu                                   |
| 50     |        | 細久手宿        | Hosokute                            | Hiroshige | Mizunami, prefettura di Gifu                                   |
| 51     |        | 御嶽宿          | Mitake                              | Hiroshige | Mitake, distretto di Kani, prefettura di Gifu                  |
| 52     |        | 伏見宿          | Fushimi                             | Hiroshige | Mitake, distretto di Kani, prefettura di Gifu                  |
| 53     |        | 太田宿          | Ota                                 | Hiroshige | Minokamo, prefettura di Gifu                                   |
| 54     |        | 鵜沼宿          | Unuma                               | Eisen     | Kakamigahara, prefettura di Gifu                               |
| 55     |        | 加納宿          | Kano                                | Hiroshige | Gifu, prefettura di Gifu                                       |
| 56     |        | 河渡宿          | Kodo                                | Eisen     | Gifu, prefettura di Gifu                                       |
| 57     |        | 美江寺宿        | Miyeji                              | Hiroshige | Mizuho, prefettura di Gifu                                     |
| 58     |        | 赤坂宿          | Akasaka                             | Hiroshige | Ōgaki, prefettura di Gifu                                      |
| 59     |        | 垂井宿          | Tarui                               | Hiroshige | Tarui, distretto di Fuwa, prefettura di Gifu                   |
| 60     |        | 関ヶ原宿        | Sekigahara                          | Hiroshige | Sekigahara, distretto di Fuwa, prefettura di Gifu              |
| 61     |        | 今須宿          | Imasu                               | Hiroshige | Sekigahara, distretto di Fuwa, prefettura di Gifu              |
| 62     |        | 柏原宿          | Kashiwabara                         | Hiroshige | Maibara, prefettura di Shiga                                   |
| 63     |        | 醒井宿          | Samegai                             | Hiroshige | Maibara, prefettura di Shiga                                   |
| 64     |        | 番場宿          | Banba                               | Hiroshige | Maibara, prefettura di Shiga                                   |
| 65     |        | 鳥居本宿        | Toriimoto                           | Hiroshige | Hikone, prefettura di Shiga                                    |
| 66     |        | 高宮宿          | Takamiya                            | Hiroshige | Hikone, prefettura di Shiga                                    |
| 67     |        | 愛知川宿        | Echigawa                            | Hiroshige | Aishō, distretto di Echi, prefettura di Shiga                  |
| 68     |        | 武佐宿          | Musa                                | Hiroshige | Ōmihachiman, prefettura di Shiga                               |
| 69     |        | 守山宿          | Moriyama                            | Hiroshige | Moriyama, prefettura di Shiga                                  |
| 70     |        | 草津宿          | Kusatsu                             | Hiroshige | Kusatsu, prefettura di Shiga                                   |
| 71     |        | 大津宿          | Otsu                                | Hiroshige | Ōtsu, prefettura di Shiga                                      |
| 72     |        |                 | Copertina e titoli                  |           |                                                                |